# Herr Puntila och hans dräng Matti
Herr Puntila och hans dräng Matti è un film del 1979 diretto da Ralf Långbacka.